# Eugénie-les-Bains
Eugénie-les-Bains là một xã trong tỉnh Landes ở Aquitaine tây nam nước Pháp